# FC Porto
Futebol Clube do Porto (IPA: [futɨ'bɔɫ 'klub(ɨ) du 'poɾtu]) cunoscut și ca FC Porto, Porto, sau FCP, este un club de fotbal din Porto, Portugalia, care evoluează în Primeira Liga. Fondat în Porto în 1893, este unul din cele trei mari (Três Grandes) cluburi de fotbal din Portugalia, cu Sport Lisboa e Benfica și Sporting Clube de Portugal fiind celelalte două mari rivale ale FC Porto.
FC Porto este o echipă titrată pe plan internațional, cu un record de 6 titluri, devenind campioni europeni și mondiali de două ori în sezoanele 1987 și 2004. În 1987, FC Porto a câștigat Supercupa Europei (prima supercupă pentru un club portughez) și, în 2004, a câștigat trofeul Ligii Campionilor, făcând din FC Porto unul dintre cele mai de succes cluburi pe plan mondial. În 1987, FC Porto a devenit una dintre puținele echipe din lume care a avut în posesie 3 titluri internaționale simultan (singurul club din Portugalia). Clubul deține cele mai multe trofee europene din Portugalia, având în palmares câștigarea UEFA Champions League (Cupa Campionilor Europeni) de două ori, Cupa UEFA și Cupa Intercontinentală. Pe plan intern, FC Porto a devenit campioană a Portugaliei de 25 de ori, ultima oară în 2009, și a câștigat în 15 rânduri Cupa Portugaliei, 17 Supercupa Portugaliei cel mai recent trofeu fiind obținut în 2010.
Stadionul pe care echipa își dispută meciurile de pe teren propriu este Estádio do Dragão, care l-a înlocuit pe cel vechi, Estádio das Antas, în 2003.
Suporterii și jucătorii echipei sunt porecliți Portistas sau Tripeiros.

## Palmares

### Național
- Primeira Liga: 30
  - 1934–35, 1938–39, 1939–40, 1955–56, 1958–59, 1977–78, 1978–79, 1984–85, 1985–86, 1987–88, 1989–90, 1991–92, 1992–93, 1994–95, 1995–96, 1996–97, 1997–98, 1998–99, 2002–03, 2003–04, 2005–06, 2006–07, 2007–08, 2008–09, 2010–11, 2011–12, 2012–13, 2017–18, 2019–20, 2021–22
- Cupa Portugaliei: 20
  - 1955–56, 1957–58, 1967–68, 1976–77, 1983–84, 1987–88, 1990–91, 1993–94, 1997–98, 1999–2000, 2000–01, 2002–03, 2005–06, 2008–09, 2009–10, 2010–11, 2019–20, 2021–22, 2022–23, 2023–24
- Taça da Liga: 1
  - 2022–23
- Supercupa Portugaliei: 23 – Record
  - 1981, 1983, 1984, 1986, 1990, 1991, 1993, 1994, 1996, 1998, 1999, 2001, 2003, 2004, 2006, 2009, 2010, 2011, 2012, 2013, 2018, 2020, 2022
- Campeonato de Portugal: 4 - Record (împărțit cu Sporting)[1]
  - 1921–22, 1924–25, 1931–32, 1936–37

### Internațional
- Cupa Intercontinentală: 2
  - 1987, 2004
- UEFA Champions League: 2 [2]
  - 1986–87, 2003–04
- Cupa Cupelor UEFA: 
  - Finalist 1983-84
- UEFA Cup/UEFA Europa League: 2[3]
  - 2002–03, 2010–11
- Supercupa Europei: 1[4]
  - 1987

### Premii

#### Echipă
- World Soccer Magazine World Team of the Year: 1
  - 1987

#### Jucători
Fotbalistul african al anului
- Rabah Madjer – 1987

Gheata de Aur a Europei
- Fernando Gomes (36 goals) – 1983
- Fernando Gomes (39 goals) – 1985
- Mário Jardel (72 pt) – 1999

Ballon D'Or
- Paulo Futre (locul 2) - 1987
- Deco (locul 2) - 2004

## Lotul actual
La 24 iulie 2025.
| Nr. |            | Poziție | Jucător                    |
| --- | ---------- | ------- | -------------------------- |
| 6   | Canada     | M       | Stephen Eustáquio          |
| 7   | Brazilia   | A       | William Gomes              |
| 8   | Danemarca  | M       | Victor Froholdt            |
| 9   | Spania     | A       | Samu Aghehowa              |
| 10  | Spania     | M       | Gabri Veiga                |
| 11  | Brazilia   | A       | Pepê                       |
| 12  | Nigeria    | F       | Zaidu Sanusi               |
| 14  | Portugalia | P       | Cláudio Ramos              |
| 15  | Portugalia | M       | Vasco Sousa                |
| 17  | Spania     | A       | Borja Sainz                |
| 18  | Argentina  | F       | Nehuén Pérez               |
| 19  | Anglia     | A       | Danny Namaso               |
| 20  | Portugalia | F       | Alberto Costa              |
| 21  | Croația    | F       | Dominik Prpić              |
| 22  | Argentina  | M       | Alan Varela (vice-căpitan) |

| Nr. |            | Poziție | Jucător               |
| --- | ---------- | ------- | --------------------- |
| 24  | Portugalia | P       | João Costa            |
| 25  | Argentina  | M       | Tomás Pérez           |
| 27  | Turcia     | A       | Deniz Gül             |
| 49  | Portugalia | A       | Gonçalo Sousa         |
| 51  | Portugalia | P       | Diogo Fernandes       |
| 52  | Portugalia | F       | Martim Fernandes      |
| 73  | Portugalia | F       | Gabriel Brás          |
| 74  | Portugalia | F       | Francisco Moura       |
| 84  | Portugalia | F       | Martim Cunha          |
| 86  | Portugalia | M       | Rodrigo Mora          |
| 91  | Portugalia | P       | Gonçalo Ribeiro       |
| 97  | Portugalia | F       | Zé Pedro              |
| 99  | Portugalia | P       | Diogo Costa (căpitan) |
|     | Serbia     | M       | Marko Grujić          |
|     | Portugalia | M       | André Franco          |

## Antrenori
| - Catullo Gadda (1906–07) - Adolf Cassaigne (1907–24) - Akos Tezler (1925–27) - Alexandre Cal (1927–28) - József Szabó (1928–35) - Maggyar (1935–36) - François Gutkas (1936–37) - Mihaly Siska (1937–42) - Lippo Hertzka (1942–45) - József Szabó (1945–47) - Carlos Nunes (1947–48) - Eladio Vaschetto (1947–48) - Alejandro Scopelli (1948–49) - Augusto Silva (1949–50) - Pinga (1949–50) - Francisco Reboredo (1949–50) - Anton Vogel (1950–51) - Gencsi (1950–51) - Eladio Vaschetto (1951–52) - Luis Pasarín (1951–52) - Lino Taioli (1952–53) - Fernando Vaz (1952–53) - Cândido de Oliveira (1952–53) - Fernando Vaz (1954–55) - Yustrich (1955–56) - Flávio Costa (1956–57) - Yustrich (1957–58) - José Valle (1957–58) - Otto Bumbel (1958) - Béla Guttmann (1958–59) | - Ettore Puricelli (1959–60) - Ferdinand Daučík (1959–60) - György Orth (1960–62) - Francisco Reboredo (1961–62) - Jenő Kálmár (1962–63) - Artur Baeta (1963–64) - Otto Glória (1964–65) - Flávio Costa (23 iulie 1965–30 iunie 1966) - José Maria Pedroto (1966–69) - Elek Schwartz (1969–70) - Vileirinha (1969–70) - Tommy Docherty (1970–71) - António Teixeira (1970–71) - Artur Baeta (1970–71) - António Feliciano (1970–71) - António Morais (1970–71) - Paulo Amaral (1971–72) - Fernando Riera (1972–73) - António Feliciano (1972–73) - Béla Guttmann (1973–74) - Aymoré Moreira (1974–75) - Monteiro da Costa (1974–75) - Branko Stanković (1 iulie 1975–30 iunie 1976) - Monteiro da Costa (1975–76) - José Maria Pedroto (1976–80) - Hermann Stessl (1 iulie 1980–31 mai 1982) - José Maria Pedroto (1982–84) - Artur Jorge (1 iulie 1984–30 iunie 1987) - Tomislav Ivić (1987–88) - Quinito (1 iulie 1988–31 dec 1988) | - Artur Jorge (1 iulie 1989–30 iunie 1991) - Carlos Alberto Silva (1991–93) - Tomislav Ivić (1993–94) - Bobby Robson (1 ian 1994–30 iunie 1996) - António Oliveira (1 iulie 1996–30 iunie 1998) - Fernando Santos (1 iulie 1998–17 iunie 2001) - Octávio Machado (2001–02) - José Mourinho (5 ian 2002–30 iunie 2004) - Luigi Delneri (1 iulie 2004–7 aug 2004) - Víctor Fernández (10 aug 2004–31 ian 2005) - José Couceiro (1 feb 2005–23 mai 2005) - Co Adriaanse (1 iulie 2005–9 aug 2006) - Jesualdo Ferreira (18 aug 2006–26 mai 2010) - André Villas-Boas (4 iunie 2010–21 iunie 2011) - Vítor Pereira (22 iunie 2011–7 iunie 2013) - Paulo Fonseca (10 iunie 2013–5 martie 2014) - Julen Lopetegui (10 mai 2014–8 ianuarie 2016) - José Peseiro (21 ianuarie 2016–30 mai 2016) - Nuno Espírito Santo (1 iunie 2016–22 mai 2017) - Sérgio Conceição (8 iunie 2017–4 iunie 2024) - Vítor Bruno (7 iunie 2024–) |